# 中秋博饼

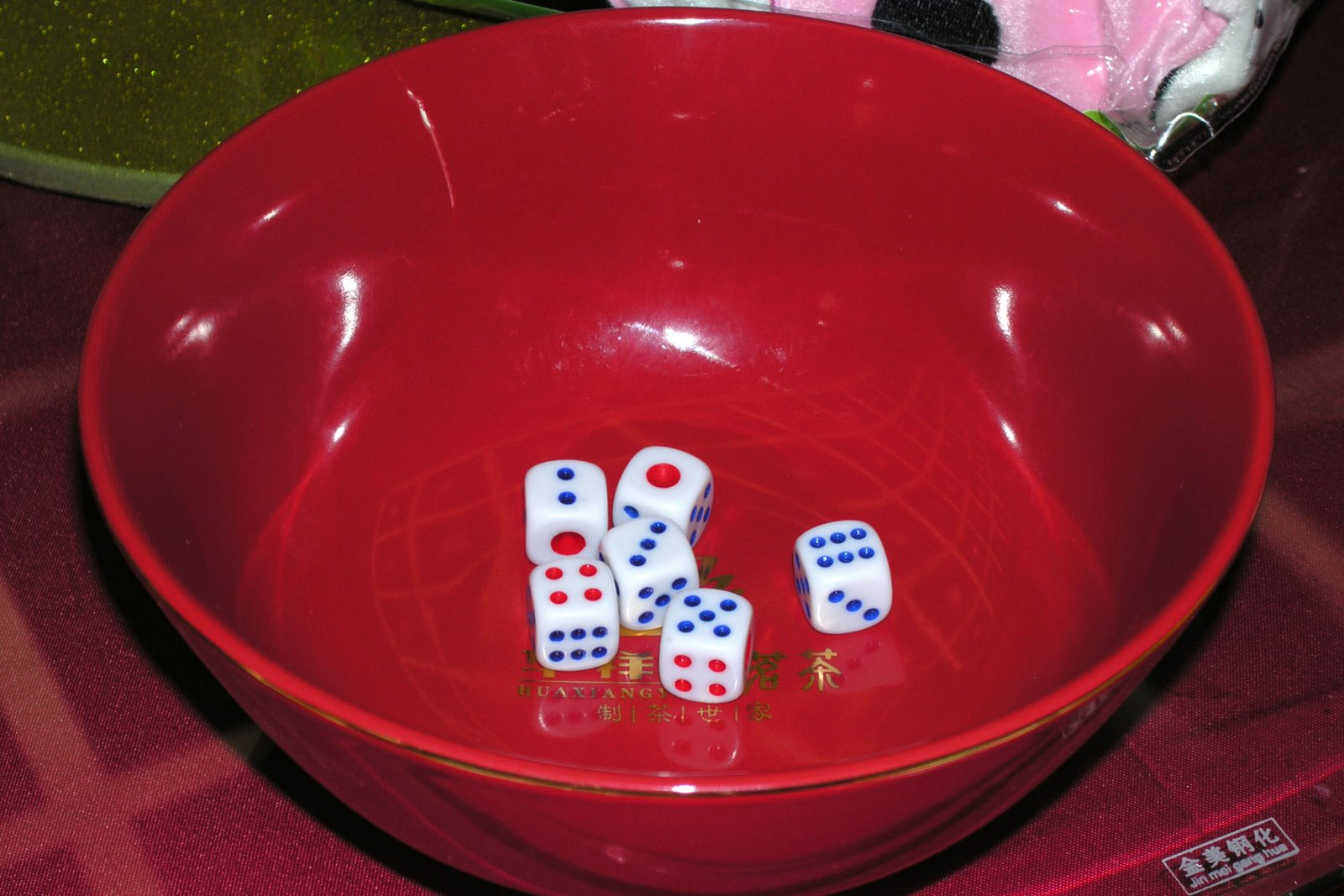
博饼中的“对堂”

中秋博饼（白話字：Po̍ah-(chiōng-gôan)-piáⁿ）是自古流傳於福建泉州府同安县，後傳至金門、晋江部分地区和台灣部分地區的一种民俗活动，是在中秋节时用于娱乐的一种游戏。內容是投掷六粒骰子，利用结果的组合来决定参与者的奖品。传统的奖品为大小不同的月饼，专有名为“会饼”或“餅金”，相传利用这种游戏可以预测人未来一年内的运气。
在闽南晋江、石狮有些乡镇也流传着的中秋节夺状元饼的习俗，其玩法与廈門规则基本相同。在安海，中秋赌饼也已成为一种商业活动和大众游戏。福建人民出版社1985年出版的《福建风物志》记载：在厦门、漳州、泉州、金门一带，中秋节有“夺状元饼”的习俗。 在台湾中部和东部地区的一些城乡，至今还流行中秋博状元饼的习俗。在金门县，金城镇吴厝社区发展协会每年庆祝中秋社区联欢晚会，都有博状元饼大赛。
2005年，厦门中秋博饼列入福建省第一批省级非物质文化遗产代表作名录。2008年，中秋博饼列入国家级非物质文化遗产代表性项目名录。

## 起源
目前流行于厦门的博饼起源说为：300多年前郑成功据厦抗清，其士兵多来自福建、广东等地，中秋前后愈发思亲怀乡。郑的部将洪旭为了宽释士兵愁绪，激励鼓舞士气，利于驱逐荷兰東印度公司殖民者，克取台湾，于是与当年驻扎在今厦门洪本部33－44号的后部衙堂属员，经过一番推敲，巧妙研究设计出中秋会饼，让全体将士在凉爽的中秋夜晚欢快一博。每会月饼按照各级科举制度的头衔，设有“状元”1个，“对堂（榜眼）”2个，“三红（探花）”4个，“四进（进士）”8个，“二举（举人）”16个，“一秀（秀才）”32个。全会有大小63块饼，含有七九六十三之数，是个吉利数字。因为九九八十一是天子之数，八九七十二是親王数，而郑成功封过延平郡王，所以用郡王六十三之数。 
厦门大学刘海峰则认为博饼从北方流行过的状元筹演化而来。2004年朱家麟先生等人发现福鼎市闽南語通行区域中，至今还大规模地存在着博状元筹的情况。
王步蟾《鹭门杂咏》中“月并（饼）团圆新买得，拈骰夺取状元筹”的诗句，充分说明了清末厦门一带也有博状元筹的习俗。而彭一万先生找到清末举人黄翰《禾山诗钞》中的《赌月饼》诗：“六子齐投任变翻，街头巷尾笑言喧。科名久已遭人唾，犹集群儿抢状元。”则将厦门地区博饼的确切时间提前到清末民初。宣统二年（1910年）的厦门新聞报纸，已有商家制作状元饼的记载。

## 道具以及名称
博饼使用六个骰子。奖品分为六等，名称和读书人的功名对应。
| 名称         | 个数 | 说明                                                  |
| ------------ | ---- | ----------------------------------------------------- |
| 状元         | 1个  | 有多种不同组合。四个红∷以上或者五个相同的其它数字以上 |
| 榜眼（对堂） | 2个  | 必须每个骰子都不同（即1～6各1個）                     |
| 探花（三红） | 4个  | 有三个骰子为红∷                                       |
| 进士（四进） | 8个  | 骰子有四个相同数字（除∷外）                           |
| 举人（二举） | 16个 | 骰子摇中二个红∷即为举人                               |
| 秀才（一秀） | 32个 | 有一个红∷                                             |

## 游戏规则
游戏以所有的饼都被赢走结束，每个参与游戏的人都有相同的机会。当最后一个饼被赢走之后，游戏再进行最后一轮，此为夺取状元的最后机会。如果有人博出全黑，即六个相同的∷以外的数字，关上灯在黑暗中抢奖品。游戏结束。博出全红，即六个红∷是最大的。一旦博出六个∷游戏结束，博出六个∷的人可以取走所有奖品。全黑和全红的规则如今越来越少应用。
在游戏结束时，如果有二个人以上博出状元级的骰子，則用比大小的方式产生真正的状元；全紅與全黑以下是状元插金花，即四个红∷和二个红· ，可以拿走最大的三个奖品（即状元和榜眼）；再者是五红带六、五、三、二、一，即五个红∷和一个其他数字，依所带数字在大小排序；其次是五主带六、五、四、三、二、一，即五个∷以外相同的数字和一个其他数字，也是以所带数字在大小排序；最末是状元带12、11、10、9、8、7、6、5、4、3，即四个红∷和二个其他数字之和，也是以所带数字在大小排序。
有时为了游戏性，会允许追奖品。例如当两个对堂被赢走后，如果有人博得对堂，他将获得逆时针方向距他最近的对堂获得者的奖品。是否允许追奖品，允许追哪一级奖品，在游戏开始前由参与者商讨决定。
一般认为擲出全黑的人运气会极差；反之擲出全红的人运气极好。